# Kabinett Albig
Das Kabinett Albig war von 2012 bis 2017 die Landesregierung von Schleswig-Holstein. Torsten Albig, Spitzenkandidat der SPD Schleswig-Holstein und ehemaliger Oberbürgermeister von Kiel, bildete nach der Landtagswahl in Schleswig-Holstein am 6. Mai 2012 
eine Koalition zwischen SPD, Bündnis 90/Die Grünen und SSW. Diese wurde am 9. Juni auf Parteitagen der drei Parteien bestätigt. 
Albig wurde kurz darauf vom Landtag Schleswig-Holstein zum Ministerpräsidenten von Schleswig-Holstein gewählt. 
Das Kabinett wurde am 12. Juni 2012 berufen und vereidigt. Erstmals in seiner Geschichte war der SSW (Südschleswigscher Wählerverband, Partei der dänischen Minderheit) an einer Regierung beteiligt; er stellte eine Ministerin (Anke Spoorendonk). 
Im Landtag verfügte die Koalition über 35 der 69 Sitze. Die Kabinettsmitglieder wurden am 6. Juni 2012 offiziell benannt.
Bildungsministerin Waltraud Wende trat am 12. September 2014 zurück. Am 16. September 2014 wurde Britta Ernst zur neuen Ministerin für Schule und berufliche Bildung ernannt; der Bereich Wissenschaft wechselte mit dem dafür zuständigen Staatssekretär Rolf Fischer zum Sozialministerium.
Am 25. September 2014 entließ Ministerpräsident Albig Innenminister Andreas Breitner auf dessen eigenen Wunsch aus seinem Amt. Breitner gab persönliche Gründe für den Schritt an; er war einen Tag zuvor zum Verbandsdirektor des Verbands Norddeutscher Wohnungsunternehmen gewählt worden.

## Kabinett
| Amt oder Ressort | Bild                                                                                      | Amtsinhaber(in)                           | Partei | Partei                                                            | Staatssekretär(in)                                                                                     | Partei | Partei     |
| --- | ----------------------------------------------------------------------------------------- | ----------------------------------------- | ------ | ----------------------------------------------------------------- | --- | ------ | ---------- |
| Ministerpräsident |                                                                                           | Torsten Albig                             |        | SPD                                                               | Stefan Studt Chef der Staatskanzlei und Bevollmächtigter des Landes beim Bund (bis 26. September 2014) |        | SPD        |
| Ministerpräsident | Thomas Losse-Müller (ab 26. September 2014)                                               | Torsten Albig                             |        | SPD                                                               | B’90/Grüne                                                                                             |        |            |
| Erster Stellvertreter des Ministerpräsidenten                                                                                 |                                                                                           | Robert Habeck                             |        | B’90/Grüne                                                        | |        |            |
| Energiewende, Landwirtschaft, Umwelt und ländliche Räume                                                                      | Ingrid Nestle (Energiewende) Silke Schneider (Landwirtschaft, Umwelt und ländliche Räume) | Robert Habeck                             |        | B’90/Grüne                                                        | B’90/Grüne                                                                                             |        |            |
| Zweite Stellvertreterin des Ministerpräsidenten                                                                               |                                                                                           | Anke Spoorendonk                          |        | SSW                                                               | |        |            |
| Justiz, Europa und Kultur | Eberhard Schmidt-Elsaeßer                                                                 | Anke Spoorendonk                          |        | SSW                                                               | SPD |        |            |
| Inneres und Bundesangelegenheiten                                                                                             |                                                                                           | Andreas Breitner (bis 25. September 2014) |        | SPD                                                               | Manuela Söller-Winkler Ralph Müller-Beck                                                               | SPD    |            |
| Inneres und Bundesangelegenheiten                                                                                             | Stefan Studt (seit 26. September 2014)                                                    |                                           |        | SPD                                                               | Manuela Söller-Winkler Ralph Müller-Beck                                                               | SPD    |            |
| Finanzen |                                                                                           | Monika Heinold                            |        | B’90/Grüne                                                        | Thomas Losse-Müller (bis 26. September 2014) Philipp Nimmermann (ab 20. Oktober 2014)                  |        | B’90/Grüne |
| Wirtschaft, Arbeit, Verkehr und Technologie                                                                                   |                                                                                           | Reinhard Meyer                            |        | SPD                                                               | Ralph Müller-Beck (bis 29. September 2014) Frank Nägele (Wirtschaft, Verkehr)                          |        | SPD        |
| Soziales, Gesundheit, Familie und Gleichstellung ab 16. September 2014: Soziales, Gesundheit, Wissenschaft und Gleichstellung |                                                                                           | Kristin Alheit                            | SPD    | Anette Langner Rolf Fischer (Wissenschaft, ab 16. September 2014) | SPD |        |            |
| Bildung und Wissenschaft ab 16. September 2014: Schule und Berufsbildung                                                      |                                                                                           | Waltraud Wende (bis 12. September 2014)   |        | parteilos (Vorschlag SPD)                                         | Dirk Loßack (Bildung) Rolf Fischer (Wissenschaft, bis 16. September 2014)                              | SPD    |            |
| Bildung und Wissenschaft ab 16. September 2014: Schule und Berufsbildung                                                      |                                                                                           | Britta Ernst (ab 16. September 2014)      |        | SPD                                                               | Dirk Loßack (Bildung) Rolf Fischer (Wissenschaft, bis 16. September 2014)                              | SPD    |            |